# Princip slasti
Série Princip slasti (polsky Zasada przyjemności) je desetidílný kriminální thriller polského scenáristy a polského režiséra Dariusze Jabłońského, vzniklý v česko-polsko-ukrajinské koprodukci. Byl představen 1. října 2019, premiérové vysílání se uskutečnilo 14. října 2019 na veřejnoprávním kanálu ČT1. Společně s dříve uvedenou minisérií Sever byl hlavním kriminálním seriálem podzimního vysílání České televize.

## Děj
Příběh začíná na černomořské pláži v Oděse, kde si turisté všimli neukotvené loďky a objevili v ní zmrzačené tělo mladé ženy. Týž den, na viselském břehu ve Varšavě došlo k hrůznému nálezu uťaté pravé ruky v kufru auta varšavského prominenta. Následně byla další dívčí ruka nalezena v pražském v divadle v kufru sloužícím jako jevištní rekvizita. Druhá dívčí oběť byla Češka, nalezená v Polsku, kam přicestovala údajně filmovat; také třetí pohřešovaná dívka měla ambice dostat se k filmu, prošla fotografováním ve stejné pražské castingové agentuře, která nabízela statistky k filmu a hostesky na společenské akce. Stejně jako předchozí dívky skončila u prostituce. Shodné způsoby vražd roztáčí spolupráci české, polské a ukrajinské policie při rozsáhlém pátrání, jež vede k odhalení ukrajinské mafie, obchodující uhlím, zbraněmi a provozující soukromý pánský porno klub. Kriminalisté postupně zmapují síť vlivných osob napojených na mafii, vyšetřování se komplikuje zjišťováním dalších kauz a epizodních zločinců, intervencí politických činitelů, kteří s mafií spolupracují, a chybami policistů. Přibývá obětí, situace je pro diváka značně nepřehledná, zejména v tom, že policisté vytipované zločince a jejich zločiny opouštějí a stopa nakonec vede vede k německému fotografovi, zaměstnanému u pražské castingové agentury; ten byl jako dítě ve východoněmeckém sirotčinci zneužíván, roku 1989 odjel do Rakouska a změnil si jméno. Fotograf v posledních minutách seriálu hrozí zastřelením polské policistky, ale místo ní je zastřelen pražským policistou. Mafie zůstává nepotrestána, zatčený polský boss byl propuštěn na kauci.

## Obsazení
| Małgorzata Buczkowska | Maria    |
| Karel Roden           | Viktor   |
| Kryštof Hádek         | Ota      |
| Anna Geislerová       | Daniela  |
| Martin Finger         | Sova     |
| Marek Taclík          | Rosner   |
| Lucie Zedníčková      | Petra    |
| Robert Mikluš         | Vrabec   |
| Martin Pechlát        | Kohout   |
| Jan Vlasák            | Matoušek |
| Gustav Bubník         | Petr     |
| Stanislav Boklan      | Jefremov |
| Michal Dalecký        | Ivan     |
| Martin Zahálka        | Beyer    |
| Vojtěch Hrabák        | Hloušek  |
| Eva Leinweberová      | Denisa   |
| Denisa Barešová       | Alice    |
| Jitka Sedláčková      | Iveta    |
| Zuzana Fialová        | Karla    |
| Luboš Veselý          | barman   |
| Marta Dancingerová    | Jana     |
| Anna Böttcher         | Marion   |

## Další obsazení
- Sergej Strelnikov – Serhij
- Robert Gonera – Józef
- Magdalena Boczarska – Janina
- Mirosław Haniszewski – Zenon
- Dmitryi Oleshko – Bohdan
- Stipe Erceg – Anton
- Dawid Czupryński – Marek
- Mirosław Baka – Woźniak
- Natalia Vasko – Olha
- Redbad Klynstra – Wasiak
- Urzsula Grabowska – Wanda
- Poitr Machalica – Gustaw
- Marcin Tyrol – Witold
- Artem Manuylov – Škorpion
- Magdalena Pociecha – Edyta
- Julia Krynke – Tamara
- Maria Gladkowska – Jadwiga
- Dorota Segda – Barbara
- Andrzej Niemyt – Wacek
- Dorota Kaminska – Sawicka
- Piotr Gasowski – Zygmunt „Gianni“
- Jakub Wieczorek – vězeň

## Kritika
- Mirka Spáčilová, MF DNES / iDNES.cz  50 %[4]